# Atomkraftværk
Et kernekraftværk (i daglig tale også atomkraftværk) er et kraftværk, der producerer elektricitet ved hjælp af kernekraft. Kernekraftværker har indgået i elproduktionen i nogle lande siden 1950'erne og stod i 2023 for ca. 10 % af verdens elforsyning. Brugen af kernekraftværker er kontroversiel, og en række lande har derfor fravalgt kernekraftværker i deres energiplanlægning, herunder Danmark. Det skyldes især risiko for kernekraftulykker og problemer med opbevaring af radioaktivt affald. 
I takt med at bekymringen for den globale opvarmning er steget, har kernekraftværker dog fået en renæssance i flere lande som en energikilde, der skaber betydeligt færre udledninger af drivhusgasser end de fossile brændsler, som stadig står for en stor del af elproduktionen i mange lande. I Danmark, hvor den fremtidige energiforsyning under alle omstændigheder er planlagt baseret udelukkende på vedvarende energi, handler diskussionen i stedet om kernekraftens fordele og ulemper i forhold til energikilder som vindenergi, solceller og biobrændsler. 

## Sprogbrug
Begreberne kernekraftværk og atomkraftværk er synonymer, men betegnelsen "kernekraft" foretrækkes af fagfolk, idet det er den fagligt mest korrekte betegnelse. Forklaringen er, at man indenfor fysikken i dag skelner mellem atomfysik, som omhandler de hele atomers struktur mv., og kernefysik, som omhandler atomkernernes struktur og atomkernereaktioner. Energien, som anvendes i kraftværkerne, opstår, når atomkerner enten spaltes (fission) eller sammensmeltes (kernefusion), og hører derfor under kernefysikken. I almindelig daglig tale anvendes dog ofte i stedet ordet "atomkraft".
I ordet "kraftværk" ligger, at værket fremstiller elektricitet, idet "kraft" (engelsk: power) også bruges som et synonym for elektricitet.

## Historie
Den vigtigste forudsætning bag opførelsen af kernekraftværker blev gjort, da tyskerne Otto Hahn og Fritz Strassmann i 1938 opdagede kernefissionsprocessen. Den blev grundlaget for fremstilling af kernevåben under Anden verdenskrig og straks efter krigen udviklingen af en teknologi til fredelig udnyttelse af kerneenergien i USA og flere andre lande. Verdens første kernekraftværk blev opført i Obninsk i det daværende Sovjetunionen i 1954, mens det britiske Calder Hall fra 1956 regnes for verdens første kommercielle kernekraftværk, der frembragte elektricitet til det almindelige forsyningsnet. Kernekraftværkerne fik deres egentlige kommercielle gennembrud i 1960'erne og specielt efter oliekrisen 1973. I mange lande var der imidlertid utryghed og modstand mod teknologien, og flere alvorlige ulykker på kernekraftværker forøgede modstanden, sådan at den planlagte udbygning af en række kernekraftværker blev aflyst eller udskudt. Efter 2000 har det stigende krav om at reducere udledningerne af drivhusgasser for at modvirke den globale opvarmning dog ført til fornyet interesse for at opføre kernekraftværker i flere lande.

## Opbygning og virkemåde
Den centrale bestanddel i et kernekraftværk er en kernereaktor, hvor kerneenergi, f.eks. fra uran, bliver omsat til varmeenergi. Derudover består et kernekraftværk af et kølesystem, en dampturbine og en elektrisk generator.

### Kernereaktoren
Kernereaktoren er det kendetegnende element i et kernekraftværk. Her genereres den varme, der siden omdannes til elektricitet, ved at spalte atomkernerne, der findes i det anvendte kernebrændsel, som består af fissilt materiale som uran. Spaltningen medfører en nuklear kædereaktion, som frigiver en stor mængde energi i form af varme.
Der findes mange forskellige typer reaktorer, og der forskes mange steder i udvikling af nye generationer med forbedrede egenskaber. Reaktorerne adskiller sig blandt andet med hensyn til reaktortype (termisk reaktor, hurtig reaktor eller formeringsreaktor) og hvilken moderator (et stof, som bruges til at bremse neutronerne i reaktoren) eller kølemiddel de betjener sig af.

### Øvrige bestanddele
Detaljerne i kernekraftværkets indretning vil afhænge af, hvilken type reaktor der er tale om. Her beskrives virkemåden i en trykvandsreaktor, som er den mest udbredte reaktortype i brug i dag.
Varmeenergien fra reaktoren optages af kølesystemet. En dampgenerator sørger for, at varmen leveres videre som vanddamp under højt tryk. Denne vanddamp driver en dampturbine, hvorved varmeenergien bliver omdannet til mekanisk energi (rotationsenergi). Dampturbinen er igen koblet til en generator, som omdanner den mekaniske energi til elektricitet, som derpå kan ledes fra kraftværket til aftagerne. Processen, hvorved varmeenergien via turbine og generator forvandles til elektrisk energi, er principielt den samme i kernekraftværker som i traditionelle kraftværker, der f.eks. anvender affald, biologisk materiale eller fossile brændsler som brændstof.

### Affald fra processen
Det udtjente brændsel udgør et besværligt problem. Kerneaffaldet kan genanvendes efter en tur igennem oparbejdningsanlæg, udnyttes i forbindelse med produktion af kernevåben eller deponeres. Der udvises ekstremt stor forsigtighed ved håndteringen af kerneaffaldet, da det dels er stærkt radioaktivt, dels ikke må falde i de forkerte hænder.

## Udbredelse
I 2023 var der ifølge Det Internationale Atomenergiagentur ca. 400 kernekraftværker i drift i verden, fordelt på 31 lande. I USA alene var der 93 kraftværker, og i Kina og Frankrig ca. 50 i hvert land. Målt på elektricititsproduktionen var USA og dernæst Kina de to langt største producenter. Målt som andel af landenes samlede elektricitetsproduktion havde Frankrig og Slovakiet imidlertid den mest kernekraftintensive elproduktion. I begge lande stod kernekraftværker for over 60 % af elektricitetsproduktionen. Ungarn med 49 % og Finland med 42 % var på fjerdepladsen. Tilsammen producerede verdens kernekraftværker ca. 10 % af den samlede globale elproduktion. I udviklede lande var tallet ca. 20 %.

### Norden
I de nordiske lande har Danmark, Norge og Island ingen kernekraftværker. I Norge drives elproduktionen primært af vandkraft, mens Island får elektricitet fra geotermisk energi, og 88 % af elproduktionen i Danmark i 2023 kom fra vedvarende energi i form af vindkraft, biobrændsel og solenergi. I både Sverige og Finland udgør kernekraften imidlertid en anselig del af deres elforsyning. I 2023 udgjorde kernekraft 42 % af elproduktionen i Finland og 29 % i Sverige. Der var i 2023 2 kernekraftværker i Finland, Loviisa og Olkiluoto med tilsammen 5 reaktorer i drift, mens der var 3 i Sverige (i Ringhals, Oskarshamn og Forsmark) med i alt seks operationelle reaktorer. I Sverige ligger også to tidligere, nu nedlukkede kernekraftværker: Ågesta og Barsebäck.

## Økonomi
Økonomien i kernekraftværker er kendetegnet ved ret høje kapitalomkostninger (forrentning af den kapital, der er blevet investeret ved anlæg af kraftværket) og lave driftsomkostninger. Af denne årsag er det mest økonomisk at anvende kernekraftværkerne til grundbelastning, dvs. en permanent jævn drift døgnet igennem. Andre typer kraftværker er mere velegnede til at dække den variable del af strømforsyningen, hvor efterspørgslen skifter. I lande, hvor kernekraften er den dominerende energikilde, bruges kernekraftværkerne dog også til dette formål.
Omkostningerne til kernekraft har været omtrent på linje med produktionsomkostningerne for kulkraftværker. Dette forhold varierer dog i løbet af kraftværkets levetid: Da de betydelige anlægsomkostninger efterhånden bliver nedskrevet, falder de samlede produktionsomkostninger, jo flere år værket kan holdes i drift. Der er derfor en klar tendens til at forlænge levetiden for ældre kernekraftværker fremfor at bygge nye. Tendensen er blevet forstærket af, at anlægsomkostningerne for kernekraftværker med tiden er blevet kraftigt forøget, især i USA og Europa. I lande som Kina og Sydkorea har anlægsomkostningerne holdt sig på et mere stabilt niveau.

## Sikkerhed
Der har i tidens løb været flere alvorlige ulykker forbundet med kernekraftværker, hvor der skete radioaktive udslip. De tre mest kendte er Three Mile Island-ulykken i USA i 1979, Tjernobylulykken i Ukraine i Sovjet i 1986 og Fukushima-ulykken i Japan i 2011. De to sidste blev målt til det højeste niveau 7 på INES-skalaen, som vurderer alvorligheden af kernekraftulykker. Derfor bruges der mange kræfter på at skabe størst mulig sikkerhed ved opførelsen af moderne kernekraftværker, hvilket samtidig er med til at forhøje omkostningerne ved anlæggelsen. 100 % sikkerhed vil dog principielt aldrig kunne garanteres, da uforudsete begivenheder og menneskelige fejl kan få større konsekvenser, end det blev vurderet, da det enkelte kraftværk blev opført. Samtidig er det vanskeligt at gardere sig fuldkommen mod katastrofescenarier som terroranslag, sabotage fra ansatte eller militære angreb.
Kernekraft har også en sikkerhedsmæssig udfordring i og med, at civil elproduktion kan kombineres med produktion af våbenmateriale. Det skyldes, at der bliver dannet plutonium som et biprodukt, og plutonium kan anvendes i produktionen af kernevåben (atomvåben). Driften af kernekraftværker kræver desuden faglig ekspertise, som også er nyttig ved udviklingen af kernevåben. Derfor er sikring mod misbrug af fissilt materiale til våbenformål en vigtig opgave, som overvåges af FN.

## Diskussion om kernekraft som energikilde
Kernekraftværker er verden over omstridte som energikilde. Det skyldes forhold som frygten for kernekraftulykker og problemet med sikker opbevaring af det radioaktive affald, som kernekraftværkerne frembringer. Desuden tager kernekraftværker meget lang tid at planlægge og opføre. Omvendt fremhæver kernekrafttilhængere, at der er tale om en stabil energikilde med høj forsyningssikkerhed. Derudover udleder kernekraft langt mindre CO2 end kraftværker, der anvender fossile brændsler, også i et livscyklusperspektiv, hvor man tager hensyn til de udledninger, der finder sted i forbindelse med anlæg og nedtagning af værkerne osv.

### Danmark
Der har aldrig været egentlige kernekraftværker i Danmark, selvom der i en årrække blev forsket i kernekraft på den daværende Forsøgsstation Risø, hvor der også blev opført tre reaktorer til forsknings- og undervisningsbrug. På grund af stor modstand mod kernekraft i befolkningen besluttede Folketinget i 1985, at kernekraft fremover ikke skulle indgå i den danske energipolitik. Kernekraftdebatten har dog også i Danmark fået en renæssance i 2020'erne, ikke mindst efter energikrisen i 2022, hvor prisen på gas og andre energikilder steg kraftigt i kølvandet på Ruslands invasion af Ukraine. I Danmark handler problemstillingen modsat i mange andre lande dog ikke om kernekraft i forhold til fossile brændsler, da den fremtidige energiforsyning i Danmark i forvejen planlægges baseret udelukkende på vedvarende energikilder. Spørgsmålet handler derfor i stedet om fordele og ulemper ved kernekraftværker i forhold til de allerede anvendte og planlagte udbyggede vedvarende energikilder som vindenergi, solceller og biobrændsler.